# Ctenomys leucodon
Ctenomys leucodon är en däggdjursart som beskrevs av Waterhouse 1848. Ctenomys leucodon ingår i släktet kamråttor, och familjen buskråttor. IUCN kategoriserar arten globalt som livskraftig. Inga underarter finns listade i Catalogue of Life.
Kännetecknande för denna kamråtta är de övre framtänderna som har blek gulaktig till nästan vit tandemalj. Individerna blir 20,0 till 27,8 cm långa (huvud och bål), har en 7,9 till 8,5 cm lång svans och cirka 3,4 cm långa bakfötter. Håren på ovansidan är ljusgrå vid roten, gråbrun i mitten och svart vid spetsen. Det ger pälsen en färg som påminner om lera. Undersidan är täckt av brunorange päls med olivgröna eller röda skuggor. Gnagarens svans har en mörkbrun ovansida och en ljusare brun undersida. I den ursprungliga beskrivningen av Waterhouse nämns en kam av långa vita hår på svansen. Nyare studier kunde inte bekräfta uppgiften.
Ctenomys leucodon förekommer i höglandet Altiplano i sydöstra Peru och västra Bolivia. Den lever i gräsmarker mellan 3800 och 4500 meter över havet. Individerna gräver underjordiska bon och bildar kolonier. Födan utgörs av olika växtdelar, däribland rötter och rotfrukter.